# Vela nos Jogos Olímpicos de Verão de 2012 - Elliott 6 m
As regatas da classe Elliott 6 metros da vela nos Jogos Olímpicos de Verão de 2012 foram disputadas entre os dias 28 de julho e 11 de agosto na Academia Nacional de Navegação de Weymouth e Portland, na Ilha de Portland.

## Medalhistas
|  | ESP Espanha                                  |  | AUS Austrália                           |  | FIN Finlândia                              |
|  | Támara Echegoyen Ángela Pumariega Sofía Toro |  | Olivia Price Nina Curtis Lucinda Whitty |  | Silja Lehtinen Silja Kanerva Mikaela Wulff |

## Formato de competição
Cada barco é formado por três mulheres. Na primeira fase, os 12 barcos enfrentaram-se entre si em formato de match racing. O vencedor de cada regata ganha um ponto. Os oito melhores barcos se classificaram para a fase eliminatória. Nas eliminatórias, as corridas foram disputadas em melhor de cinco, exceto na semifinais, que foram disputados em melhor de três devido aos ventos fracos.

## Resultados

### Primeira fase
| Equipe             | C  | V  | E | D  | P  |
| ------------------ | -- | -- | - | -- | -- |
| AUS Austrália      | 11 | 11 | 0 | 0  | 11 |
| RUS Rússia         | 11 | 9  | 0 | 2  | 8  |
| ESP Espanha        | 11 | 8  | 0 | 3  | 8  |
| USA Estados Unidos | 11 | 8  | 0 | 3  | 8  |
| FIN Finlândia      | 11 | 6  | 0 | 5  | 6  |
| FRA França         | 11 | 6  | 0 | 5  | 6  |
| GBR Grã-Bretanha   | 11 | 5  | 0 | 6  | 5  |
| NED Países Baixos  | 11 | 4  | 0 | 7  | 4  |
| NZL Nova Zelândia  | 11 | 4  | 0 | 7  | 4  |
| DEN Dinamarca      | 11 | 3  | 0 | 8  | 3  |
| POR Portugal       | 11 | 1  | 0 | 10 | 1  |
| SWE Suécia         | 11 | 1  | 0 | 10 | 1  |

| Equipe             | AUS  | DEN | FIN     | FRA     | GBR     | NED     | NZL | POR | RUS  | ESP     | SWE | USA |
| ------------------ | ---- | --- | ------- | ------- | ------- | ------- | --- | --- | ---- | ------- | --- | --- |
| AUS Austrália      | —    | 1—0 | 1—0     | 1—0     | 1—0     | 1—0     | 1—0 | 1—0 | 1—−1 | 1—0     | 1—0 | 1—0 |
| DEN Dinamarca      | 0—1  | —   | 0—1     | 0—1 DNF | 0—1     | 1—0     | 0—1 | 1—0 | 0—1  | 0—1     | 1—0 | 0—1 |
| FIN Finlândia      | 0—1  | 1—0 | —       | 1—0     | 0—1     | 0—1     | 1—0 | 1—0 | 0—1  | 1—0     | 1—0 | 0—1 |
| FRA França         | 0—1  | 1—0 | 0—1     | —       | 0—1     | 1—0     | 1—0 | 1—0 | 1—0  | 0—1     | 1—0 | 0—1 |
| GBR Grã-Bretanha   | 0—1  | 1—0 | 1—0     | 1—0     | —       | 0—1     | 0—1 | 1—0 | 0—1  | 0—1     | 1—0 | 0—1 |
| NED Países Baixos  | 0—1  | 0—1 | 1—0     | 0—1 DSQ | 1—0     | —       | 1—0 | 1—0 | 0—1  | 0—1 DNF | 0—1 | 0—1 |
| NZL Nova Zelândia  | 0—1  | 1—0 | 0—1     | 0—1     | 1—0     | 0—1     | —   | 1—0 | 0—1  | 0—1     | 1—0 | 0—1 |
| POR Portugal       | 0—1  | 0—1 | 0—1 DNF | 0—1     | 0—1 DNF | 0—1 DNF | 0—1 | —   | 0—1  | 0—1     | 1—0 | 0—1 |
| RUS Rússia         | −1—1 | 1—0 | 1—0     | 0—1     | 1—0     | 1—0     | 1—0 | 1—0 | —    | 1—0     | 1—0 | 1—0 |
| ESP Espanha        | 0—1  | 1—0 | 0—1     | 1—0     | 1—0     | 1—0     | 1—0 | 1—0 | 0—1  | —       | 1—0 | 1—0 |
| SWE Suécia         | 0—1  | 0—1 | 0—1     | 0—1     | 0—1     | 1—0     | 0—1 | 0—1 | 0—1  | 0—1     | —   | 0—1 |
| USA Estados Unidos | 0—1  | 1—0 | 1—0     | 1—0     | 1—0     | 1—0     | 1—0 | 1—0 | 0—1  | 0—1     | 1—0 | —   |

### Fase eliminatória
|  | Quartas de final       | Quartas de final  |                   |                | Semifinais          | Semifinais          |  |  | Final        | Final |
|  |                        |                   |                   |                |                     |                     |  |  |              |       |
|  | 7–8 de agosto          |                   |                   |                |                     |                     |  |  |              |       |
|  |                        |                   |                   |                |                     |                     |  |  |              |       |
|  | NED Países Baixos (8)  | 1                 |                   |                |                     |                     |  |  |              |       |
|  | NED Países Baixos (8)  | 1                 | 10 de agosto      |                |                     |                     |  |  |              |       |
|  | AUS Austrália (1)      | 3                 |                   |                |                     |                     |  |  |              |       |
|  | AUS Austrália (1)      | 3                 | AUS Austrália (1) | 2              |                     |                     |  |  |              |       |
|  | 7–8 de agosto          |                   | AUS Austrália (1) | 2              |                     |                     |  |  |              |       |
|  |                        | FIN Finlândia (5) | 1                 |                |                     |                     |  |  |              |       |
|  | FIN Finlândia (5)      | FIN Finlândia (5) | 1                 | 3              |                     |                     |  |  |              |       |
|  | FIN Finlândia (5)      |                   | 11 de agosto      | 3              |                     |                     |  |  |              |       |
|  | USA Estados Unidos (4) | 1                 |                   |                |                     |                     |  |  |              |       |
|  | USA Estados Unidos (4) | 1                 | AUS Austrália (1) | 2              |                     |                     |  |  |              |       |
|  | 7–8 de agosto          |                   | AUS Austrália (1) | 2              |                     |                     |  |  |              |       |
|  |                        | ESP Espanha (3)   | 3                 |                |                     |                     |  |  |              |       |
|  | FRA França (6)         | ESP Espanha (3)   | 3                 | 0              |                     |                     |  |  |              |       |
|  | FRA França (6)         | 10 de agosto      |                   | 0              |                     |                     |  |  |              |       |
|  | ESP Espanha (3)        | 3                 |                   |                |                     |                     |  |  |              |       |
|  | ESP Espanha (3)        | 3                 | ESP Espanha (3)   | 2              | Disputa pelo bronze | Disputa pelo bronze |  |  |              |       |
|  | 7–8 de agosto          |                   | ESP Espanha (3)   | 2              | Disputa pelo bronze | Disputa pelo bronze |  |  |              |       |
|  |                        | RUS Rússia (2)    | 1                 |                |                     |                     |  |  |              |       |
|  | GBR Grã-Bretanha (7)   | RUS Rússia (2)    | 1                 | 2              | FIN Finlândia (5)   | 3                   |  |  |              |       |
|  | GBR Grã-Bretanha (7)   |                   |                   | 2              | FIN Finlândia (5)   | 3                   |  |  |              |       |
|  | RUS Rússia (2)         | 3                 |                   | RUS Rússia (2) | 1                   |                     |  |  |              |       |
|  | RUS Rússia (2)         | 3                 |                   |                | 1                   |                     |  |  |              |       |
|  |                        |                   |                   |                |                     |                     |  |  | 11 de agosto |       |
|  |                        |                   |                   |                |                     |                     |  |  |              |       |

### Disputa 5º–8º lugar
As corridas de consolação deveriam ser disputadas no dia 9 de agosto, mas foram canceladas devido a ausência de ventos fortes. As colocações foram definidas de acordo com as posições na fase de grupos.
- 5º lugar: USA Estados Unidos
- 6º lugar: FRA França
- 7º lugar: GBR Grã-Bretanha
- 8º lugar: NED Países Baixos

## Classificação final
| Pos.              | CON                | Velejadoras                                              |
| ----------------- | ------------------ | -------------------------------------------------------- |
| Medalha de ouro   | ESP Espanha        | Támara Echegoyen Ángela Pumariega Sofía Toro             |
| Medalha de prata  | AUS Austrália      | Olivia Price Nina Curtis Lucinda Whitty                  |
| Medalha de bronze | FIN Finlândia      | Silja Lehtinen Silja Kanerva Mikaela Wulff               |
| 4                 | RUS Rússia         | Ekaterina Skudina Elena Oblova Elena Syuzeva             |
| 5                 | USA Estados Unidos | Anna Tunnicliffe Deborah Capozzi Molly O'Bryan Vandemoer |
| 6                 | FRA França         | Claire Leroy Élodie Bertrand Marie Riou                  |
| 7                 | GBR Grã-Bretanha   | Lucy MacGregor Annie Lush Kate MacGregor                 |
| 8                 | NED Países Baixos  | Renée Groeneveld Annemieke Bes Marcelien de Koning       |
| 9                 | NZL Nova Zelândia  | Stephanie Hazard Jenna Hansen Susannah Pyatt             |
| 10                | DEN Dinamarca      | Lotte Meldgaard Pedersen Susanne Boidin Tina Gramkov     |
| 11                | POR Portugal       | Rita Gonçalves Mariana Lobato Diana Neves                |
| 12                | SWE Suécia         | Anna Kjellberg Malin Källström Lotta Harrysson           |

Legenda
| Recorde mundial      | Recorde mundial (World record)               |                       | Recorde africano                      | Recorde africano (African) |                                           | Q | Classificado por posição (Qualified) |
| Recorde olímpico     | Recorde olímpico (Olympic record)            | Recorde da América    | Recorde da América (Americas)         | q                          | Classificado por melhor tempo (Qualified) |   |                                      |
| Melhor marca do ano  | Melhor marca do ano (World leading)          | Recorde asiático      | Recorde asiático (Asian)              | DNS                        | Não largou (Did not start)                |   |                                      |
| Recorde nacional     | Recorde nacional (National record)           | Recorde europeu       | Recorde europeu (European)            | DNF                        | Não terminou (Did not finish)             |   |                                      |
| Recorde pessoal      | Recorde pessoal do atleta (Personal best)    | Recorde da Oceania    | Recorde da Oceania (Oceania)          | DSQ / DQ                   | Desclassificado (Disqualified)            |   |                                      |
| Recorde da temporada | Recorde da temporada do atleta (Season best) | Recorde sul-americano | Recorde sul-americano (South America) | NM                         | Sem marca (No mark)                       |   |                                      |

### Vela
| M   | Regata da Medalha da qual só participam os dez primeiros colocados das regatas anteriores  |  |  | CAN | Regata cancelada |
| BFD | Desclassificado por bandeira preta (Black Flag Disqualified)                               |  |  |     |                  |
| UFD | Desclassificado por bandeira "U" (U Flag Disqualified)                                     |  |  |     |                  |
| OCS | Largada queimada (On the Course Side of the starting line)                                 |  |  |     |                  |
| DNE | Desclassificação sem eliminação (infração a um item do regulamento da prova – Did Not End) |  |  |     |                  |